# 2208 Pushkin
För andra betydelser, se Pusjkin.
2208 Pushkin eller 1977 QL3 är en asteroid i huvudbältet som upptäcktes den 22 augusti 1977 av den rysk-sovjetiske astronomen Nikolaj Tjernych vid Krims astrofysiska observatorium på Krim. Den har fått sitt namn efter den ryske poeten Aleksandr Pusjkin.
Asteroiden har en diameter på ungefär 40 kilometer och den tillhör asteroidgruppen Cybele.